# Gertrud Marx
Gertrud Marx, geborene Gessinger (genannt: Trude; * 3. Juni 1904 in Berlin; † 3. Mai 1989) war eine deutsche Widerstandskämpferin gegen den Nationalsozialismus, Häftling im KZ Moringen und im KZ Ravensbrück, Bürgermeisterin und Generalsekretärin der Vereinigung der Verfolgten des Naziregimes (VVN).

## Leben

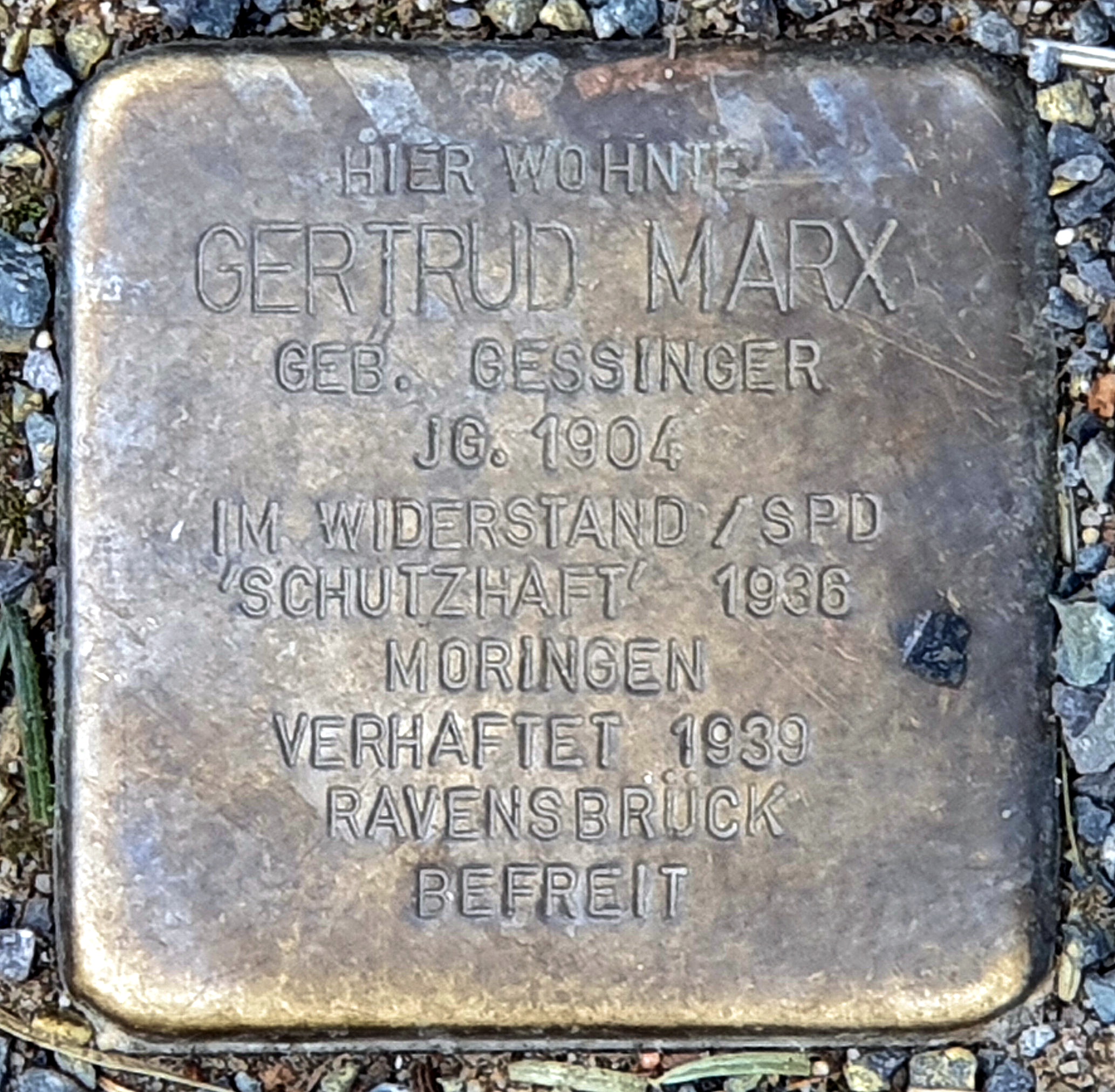
Stolperstein am Haus, Stephanstraße 19, in Berlin-Moabit

Gertrud Marx, Tochter eines Kellners und einer Plätterin, besuchte die Volksschule, erhielt eine Ausbildung als Kinderpflegerin und arbeitete als privates Kindermädchen. Sie trat im Jahr 1925 in die Sozialistische Arbeiterjugend (SAJ) ein, wurde 1928 Mitglied in der Sozialdemokratischen Partei Deutschlands (SPD) und engagierte sich politisch gegen den aufkommenden Faschismus. Ebenfalls 1928 heiratete sie den Werkzeugmacher Karl Marx (1898–1937), der Anhänger der Widerstandsgruppe Roter Stoßtrupp war.
Nach der Machtübertragung an die NSDAP setzte sie ihren Widerstand illegal fort, wurde im Februar 1936 in „Schutzhaft“ genommen und bald darauf in das KZ Moringen überstellt. Am 1. Juli 1937 wurde sie entlassen und fand Arbeit als Sekretärin in einem Rechtsanwaltbüro. Am 1. September 1939 wurde sie erneut verhaftet und trotz Freispruch durch den Volksgerichtshof ins KZ Ravensbrück deportiert. Hier wurde sie bis zum 2. April 1940 in Haft gehalten. Anschließend war sie bis Kriegsende 1945 als Stenotypistin im Wehrkreissanitätspark III Berlin dienstverpflichtet.
Als die NS-Herrschaft beseitigt war, trat Gertrud Marx im Mai 1945 in die Kommunistische Partei Deutschlands (KPD) ein und wurde Bürgermeisterin von Rheinsberg. Sie wurde 1946 Mitglied der Sozialistischen Einheitspartei Deutschlands (SED) und war im April 1946 Delegierte des Vereinigungsparteitags. Vom 24. April 1946 bis 1947 fungierte sie als Bürgermeisterin in Neuruppin. Im Jahr 1948 arbeitete sie als Oberreferentin in der Deutschen Wirtschaftskommission (DWK). Ihre Erfahrungen aus Widerstand und Verfolgung stellte sie der erinnerungspolitischen Arbeit der VVN zur Verfügung, in deren engerem Vorstand sie seit 1947 mitarbeitete. 1949 war sie für kurze Zeit Generalsekretärin der VVN. Außerdem wurde sie im Mai 1949 mit dem Mandat der VVN als Abgeordnete des Zweiten Deutschen Volksrates gewählt, des Vorläufers der Volkskammer der Deutschen Demokratischen Republik (DDR). Von Oktober 1949 bis November 1950 gehörte sie der Provisorischen Volkskammer an. 1950/51 studierte sie an der Parteihochschule „Karl Marx“ und war von 1951 bis 1952 Sekretär der Betriebsparteiorganisation (BPO) in der Charité. Von 1952 bis 1954 wirkte sie als stellvertretende Abteilungsleiterin im Magistrat von Berlin und von 1955 bis 1959 als Mitarbeiterin im Rat des Kreises Oranienburg sowie im Sekretariat des Kreisausschusses der Nationalen Front. Von 1959 bis 1972 war sie Bürgermeisterin von Birkenwerder. Außerdem war sie Mitglied der SED-Kreisleitung Oranienburg und Vorsitzende des Kreiskomitees der Antifaschistischen Widerstandskämpfer. Gertrud Marx lebte zuletzt in Hohen Neuendorf.
Die Arbeitsgruppe historische Stadtkerne warb im Jahr 2010 Touristen zum Besuch des historischen Rathauses, in dem Marx wirkte.
Auch die Märkische Allgemeine Zeitung entdeckte im Oktober 2010 die prominente ehemalige Bürgermeisterin für eine Initiative zu ihrer postumen Ehrung. An ihrem ehemaligen Wohnhaus in der Stephanstraße 19 in Berlin-Moabit erinnert seit Oktober 2018 jeweils ein Stolperstein an Gertrud Marx und Karl Marx.

## Auszeichnungen
- 1958 Medaille für Kämpfer gegen den Faschismus 1933 bis 1945
- 1975 Clara-Zetkin-Medaille
- 1979 Vaterländischer Verdienstorden in Gold